# 立命館大学新聞社
立命館大学新聞社（りつめいかんだいがくしんぶんしゃ、英: Ritsumeikan Univ. Press、略称: Rits Press）は、立命館大学の学生新聞「立命館大学新聞」を発行する、立命館大学学友会内の団体。電子版としてサイトの運営も行う。
「立命スポーツ」を発行する立命スポーツ編集局（学友会体育会本部内）、「NEWS立命」を発行していたNEWS立命通信社（UNN関西学生報道連盟加盟）とは別組織。

## 概要
学友会の中央事業団体に所属し、中央委員会を構成する「中央パート」の一つ。
紙媒体の「立命館大学新聞」を発行している。タブロイド判で、おおむね4面構成。総合、学内、課外活動（スポーツ）、地域面などがある。近年は、2か月に1回程度、通常号を発行している。新入生歓迎期や学園祭にあわせ、特別号の発行も行っている。
学生が記者として取材・記事執筆するほか、紙面編成や広告営業などの、印刷以外のほぼすべてを学生が担う。また、公式サイトでニュースの発信や電子版の発行も行っている。
定期購読料は年間800円で、全国の定期購読者に発送している。各キャンパスの各所に、新聞を置くためのラックが設置されており、学生などは無料で読めるようになっている。新入生向けのガイダンスや学園祭では、無料配布されている。

## 歴史

### 前史
1939年7月10日、当時立命館大学を運営していた財団法人立命館（1913〜1951年）出版部により、「立命館」が創刊される。立命館大学新聞社は「立命館」を「立命館大学新聞」の起源としている。
終戦後の1945年末、立命館禁衛隊の解体改組に伴い、学友会が発足した。

### 創刊
1945年12月29日、「立命館大學新聞」が学友会により創刊される。同紙は、同会の機関紙とみられている。当時の発行責任者は学友会総務部長で、大学の学生部長が務めていた。
1946年11月、学園の民主化を訴える論説記事が、学友会総務部長によって削除を命じられる。末川博学長（当時）も「編集責任者の判断ならば問題はない」という見解を示し、学生が反発。学友会改組の機運が加速し、1947年、学友会が学生だけで構成される自治組織となる。

### 「立命館學園新聞」と新聞社事件
当初「学友会」として行われていた発行は、学友会事業部内の「立命館大學新聞部」が行うようになった。
1949年、新聞の題号が「立命館學園新聞」に改題される。1952年4月15日付の605/606号から、発行者を「立命館大学新聞社」に変更した。「立命館學園新聞」は月3回の旬刊であった。

#### 新聞社事件の発生
1968年当時、新聞社編集部と学友会執行部と運動路線上対立していた。新聞社は、過激化した全学共闘会議の学生らによって占められ、運動の機関紙としての性質が強かったとされている。
12月12日、新聞社は学友会の活動を正確に報道しておらず、是正する必要があるとして、学友会学園振興委員長ら9人が入社申し込みをした。しかし新聞社主幹は、原稿整理の忙しい時期だとして、話し合いを16日以降に継続することを申し渡した。これを不満とする入社希望者との話し合いは紛糾。同日午後5時ごろ、ゲバルト棒（ゲバ棒）で武装した新聞社支援側の学生約70人や、入社希望者支援側の学生らが新聞社ボックス（広小路キャンパス存心館）に集まり対立した。その後話し合いが行われたが決着はつかなかった。
12月13日、新聞社ボックスに残っている社員を救出するとして、ヘルメットやゲバ棒で武装した学生約100人が、存心館16号教室に集結していた入社希望者支援側学生と対峙。小競り合いの末、社員全員を伴い退去した。
同日昼ごろ、新聞社支援側の集団が清心館前で抗議集会を開催。夕方には総長や学生部長らにより「真相究明緊急全学集会」が開催され、集会の終了とともに集団は退去した。
14日正午ごろ、１部学友会が清心館前で「真相究明緊急全学集会・暴力糾弾の全学集会」を開催しようとしたところ、「新聞社への不当介入・学友会一派糾弾集会」に参加していた、ヘルメット・ゲバ棒で武装した学生百数十名が学内デモを開始。学友会の全学集会を妨害を試み、集会参加者への暴力の行使を開始した。制止しようとした教職員にも暴力が振るわれ、計約30人が負傷する事件となった。

### 「立命新聞」と「立命館大学新聞」
1969年、適正な予算執行や編集がなされないことを理由に、学友会から承認を取り消される。同年中に学友会に新聞社再建委員会が設立され、9月には同委員会内の立命新聞編集局が、「立命館學園新聞」の派生後誌として「立命新聞」を創刊する。11月までに11号が発行された。この間、「立命館學園新聞」の定期刊行は停止されていた。
同年中に同委員会が新社員の公募や再建方針のとりまとめが行われ、新聞社は学友会に復帰。1970年1月12日、「立命新聞」と「立命館學園新聞」双方の継続後誌として、「立命館大学新聞」創刊号が発行された。現在も発行が継続され、1970年の再建以来800号、通刊1990号を超える。

## 注目を集めた報道

### 校歌2番を再発見
1989年11月、図書館の古い文献の中から校歌の2番（下に記載）を再発見し、その存在を報じた。
1948年に末川博学長（当時）が、国粋主義思想が色濃い2番は「平和と民主主義」を掲げる新しい教学理念に合わないとして、2番の歌詞の改廃を理事会に提案したが、審議の結果、学生の輿論（よろん）に一任することに決定。以降、校歌は1番だけしか歌われなくなった経緯があった。
その後、学生らから「学園の精神に合わないのでは」と大学側に指摘が相次ぎ、理事会は廃止を決意。全学協議会に提案し賛同を得て、1990年5月25日の理事会で校歌2番の廃止が正式に決定された。

### 新型コロナウイルスによる休学検討
2020年8月19日、新型コロナウイルス感染症の影響で対面授業や課外活動が制限される中、学部生を対象に実施したアンケート結果を分析し、立命館大学の学部生の25.6％が休学を考えていることが分かったと報じた。
アンケートは全学部生約3万2千人を対象に実施し、1414件の有効回答があった。2.3%は退学を本格的に考えており、退学について「どうするか考えている」学生は7.5％に上った。大学は調査結果について「特にコメントはない」とした。
調査結果は「Abema Prime」や「日本経済新聞」などで報じられた。

## 発行物
- 「立命館大学新聞」1970年-
- 「立命館大学新聞スポーツ速報版特別号」1989-1993年、継続後誌は「立命館大学新聞sports weekly」
- 「立命館大学新聞sports weekly」1993-2000年
- 「立命グラフ」1984-1987年
- 「LEO（レオ）」1988-1996年

## 事務所

### 本部
〒603―8577　京都府京都市北区等持院北町56―1
立命館大学衣笠キャンパス 学生会館3階 BOX 306

### BKC支局
〒525―8577　滋賀県草津市野路東1―1―1
びわこ・くさつキャンパス セントラルアーク4階 アクト・オフィス 新聞社デスク

### OIC支局
〒567―8570 大阪府茨木市岩倉町2―150
大阪いばらきキャンパス　A棟北ウイング（AN）3階 Student Lounge 内